# Roberto de la Cruz
Roberto de la Cruz Flores (Huarina, Bolivia; 12 de diciembre de 1965) es un abogado, periodista boliviano de origen aimara indígena que se ha desempeñado como dirigente de la Central Obrera Regional (COR) de la ciudad de El Alto durante los conflictos del año 2003 que derivaron en la Guerra del Gas. Así mismo, Roberto de la Cruz ha ocupado también los cargos de concejal de la ciudad de El Alto desde 2005 hasta 2010 y Asambleísta Departamental de La Paz desde 2010 hasta 2015. 

## Biografía
Roberto de la Cruz nació un 12 de diciembre de 1965 en una comunidad aimara perteneciente al municipio de Huarina que actualmente se encuentra ubicado en la Provincia de Omasuyos del Departamento de La Paz. Debido a motivos personales no pudo concluir sus estudios secundarios por lo que tiempo después salió bachiller del CEMA (Centro de Educación Media Acelerada) el cual era una institución educativa destinada a personas adultas que no pudieron concluir sus estudios secundario. Tiempo después estudió la carrera de comunicación social logrando graduarse como periodista de profesión.

### Guerra del Gas (2003)
Como dirigente alteño, Roberto de la Cruz estuvo también inmerso en los conflictos del año 2003 que trajeron como consecuencia la denominada Guerra del Gas la cual terminó con la renuncia del entonces Presidente de Bolivia Gonzalo Sánchez de Lozada.

### Concejal de El Alto (2005-2010)
Pero un año después de la Guerra del Gas y debido a la popularidad que había adquirido su liderazgo en dicho conflicto, el dirigente Roberto de la Cruz decide entonces lanzar su candidatura para participar en las elecciones subnacionales de 2004, pero con su propia agrupación política denominada "Movimiento Social 17 de octubre" (M-17). Pero sin embargo los resultados finales demostraron que Roberto de la Cruz había salido en tercer lugar al haber obtenido solamente 30 241 votos que representaban al 11,29 % de la votación total, perdiendo de esa manera frente a José Luis Paredes Muñoz "Pepelucho" del partido "Plan Progreso" que logró salir en primer lugar al obtener el apoyo del 52,57 % y Wilson Gonzalo Soria Paz como representante del Movimiento al Socialismo (MAS-IPSP) que salió en segundo lugar luego de obtener el 17,07 % de los votos.
A pesar de haber perdido las elecciones municipales, Roberto de la Cruz logró convertirse en concejal municipal debido a que las leyes de la época daban la posibilidad de que los candidatos perdedores de los comicios puedan terminar como concejales. Estuvo en el concejo municipal desde enero de 2005 hasta enero de 2010.

### Asambleísta Departamental de La Paz (2010-2015)
Una vez terminado su periodo como concejal, Roberto de la Cruz decide acercarse al Movimiento al Socialismo (MAS-IPSP) y en representación de este partido político participa en las elecciones subnacionales de 2010 logrando salir elegido como Asambleísta Departamental de La Paz, ocupando dicho cargo hasta mayo de 2015.
El 19 de junio de 2022, el ex dirigente de 56 años de edad Roberto de la Cruz contrajo matrimonio con la ex miss cholita El Alto de 34 años de edad Alba Alcón (1988). El padrino de la boda fue el ex dirigente alteño Jaime Solares.